# Strmec, Mostič
Strmec (nemško Krainberg) je naselje v Občini Mostič v Okraju Šentvid ob Glini na Koroškem v Avstriji.